# Spastic Ink
Gli Spastic Ink sono stati una band progressive metal statunitense.

## Storia
Fondati nel 1993 dai fratelli Bob e Ron Jarzombek, già insieme negli Watchtower, assieme al bassista Pete Perez, in 4 anni il trio portò a compimento una momentanea versione del primo album, Ink Complete, ripubblicata poi nel 2000 con varie bonus tracks.
Per il secondo lavoro, uscito 4 anni più tardi (Ink Compatible), il gruppo ha collaborato con altri musicisti quali il tastierista Jens Johansson (Stratovarius), il cantante Daniel Gildenlöw e il bassista Sean Malone (Gordian Knot, Cynic).

## Stile musicale
Il gruppo fonde molti elementi fusion e jazz in un elaborato (e tecnico) progressive metal.

## Discografia
- 1997 - Ink Complete
- 2004 - Ink Compatible